# Équipe de Tahiti féminine de football
Cet article traite de l'équipe féminine. Pour l'équipe masculine, voir Équipe de Tahiti de football.
Maillots
L'équipe de Tahiti de football (dénommée ainsi par la FIFA), est une équipe nationale qui rassemble les meilleures joueuses de Polynésie française sélectionnées par la Fédération tahitienne de football. Elle participe aux compétitions de la Confédération du football d'Océanie.

## Classement FIFA
| Année              | 2003 | 2004 | 2005 | 2006 | 2007 | 2008 | 2009 | 2010 | 2011 | 2012 | 2013 | 2014 | 2015 | 2016 | 2017 | 2018 |
| ------------------ | ---- | ---- | ---- | ---- | ---- | ---- | ---- | ---- | ---- | ---- | ---- | ---- | ---- | ---- | ---- | ---- |
| Classement mondial | 94   | 99   | 99   | 108  | 89   | 85   | 92   | 96   | 92   | 87   | 118  | 133  | 141  | 128  | 119  | 97   |
| Classement OFC     | 6    | 6    | 6    | 6    | 5    | 5    |      | 5    | 5    | 5    |      |      |      |      |      |      |

## Palmarès

### Parcours enCoupe d'Océanie
- 2010 : 1er tour
- 2018 : 6e
- 2022 : Quarts de finale
- 2025 : 6e

### Parcours enJeux du Pacifique
- 2003 : 4e
- 2007 : 4e
- 2011 : 1er tour Groupe A
- 2015 : Ne participe pas
- 2019 : 1er tour Groupe B
- 2023 : 8e

### Match par adversaire
| Date               | Lieu                      | Équipe | Résultat | Adversaire                |
| ------------------ | ------------------------- | ------ | -------- | ------------------------- |
| 2 juillet 2003     | Lautoka Fidji             | Tahiti | 3-0      | Vanuatu                   |
| 4 juillet 2003     | Lautoka Fidji             | Tahiti | 1-1      | Guam                      |
| 5 juillet 2003     | Lautoka Fidji             | Tahiti | 1-0      | Tonga                     |
| 7 juillet 2003     | Lautoka Fidji             | Tahiti | 1-3      | Fidji                     |
| 9 juillet 2003     | Nausori Fidji             | Tahiti | 5-1      | Kiribati                  |
| 10 juillet 2003    | Lautoka Fidji             | Tahiti | 0-3      | Papouasie-Nouvelle-Guinée |
| 30 août 2007       | Apia Samoa                | Tahiti | 4-0      | Samoa                     |
| 1er septembre 2007 | Apia Samoa                | Tahiti | 0-0      | Tonga                     |
| 3 septembre 2007   | Apia Samoa                | Tahiti | 2-0      | Nouvelle-Calédonie        |
| 5 septembre 2007   | Apia Samoa                | Tahiti | 0-5      | Papouasie-Nouvelle-Guinée |
| 7 septembre 2007   | Apia Samoa                | Tahiti | 0-1      | Fidji                     |
| 29 septembre 2010  | Auckland Nouvelle-Zélande | Tahiti | 0-1      | Îles Cook                 |
| 1er octobre 2010   | Auckland Nouvelle-Zélande | Tahiti | 5-1      | Vanuatu                   |
| 3 octobre 2010     | Auckland Nouvelle-Zélande | Tahiti | 0-7      | Nouvelle-Zélande          |
| 7 octobre 2010     | Auckland Nouvelle-Zélande | Tahiti | 1-2      | Tonga                     |
| 27 août 2011       | Nouméa Nouvelle Calédonie | Tahiti | 0-1      | Papouasie-Nouvelle-Guinée |
| 29 août 2011       | Nouméa Nouvelle Calédonie | Tahiti | 0-0      | Nouvelle-Calédonie        |
| 31 août 2011       | Nouméa Nouvelle Calédonie | Tahiti | 2-0      | Îles Salomon              |
| 5 septembre 2011   | Nouméa Nouvelle Calédonie | Tahiti | 4-0      | Samoa américaines         |

### Bilan
| Rang | Équipe | Pts | J  | G | N | P | Bp | Bc | Diff |
| ---- | ------ | --- | -- | - | - | - | -- | -- | ---- |
| #    | Tahiti | 24  | 19 | 7 | 3 | 9 | 29 | 26 | +3   |

### Les 7 meilleures buteuses
| Rang | Joueur          | Buts | Sél. | Première sélection | Dernière sélection |
| ---- | --------------- | ---- | ---- | ------------------ | ------------------ |
| 1    | Hauata          | 5    | 9    | 2007               | 2010               |
| 2    | Maima Marmoyet  | 1    | 5    | 2007               | 20..               |
| 3    | Mimosa Marmoyet | 1    | 5    | 2007               | 20..               |
| 4    | Tokoragi        | 1    | 4    | 2010               | 20..               |
| 5    | Apo             | 1    | 4    | 2010               | 20..               |
| 6    | Heimiri Alvarez | 1    | 4    | 2010               | 20..               |
| 7    | Frelin          | 1    | 4    | 2010               | 20..               |